# Dasyhelea inclusa
Dasyhelea inclusa är en tvåvingeart som beskrevs av Jean-Jacques Kieffer 1918. Dasyhelea inclusa ingår i släktet Dasyhelea och familjen svidknott. Inga underarter finns listade i Catalogue of Life.